# Tasmania Montivilliers
Le Tasmania Montivilliers est un ancien club français de football australien. Après la diffusion de matchs australiens sur Canal+ dans les années 1980, ce sport a eu ses premiers retentissements dans l'Hexagone. Une première équipe a alors été fondée en Haute-Normandie, à Houquetot, entraînée par Guy Hénou, avant de déménager à Montivilliers en 1998 où elle prend le nom de Tasmania Montivilliers, en référence à l'île de Tasmanie.
Soutenu par la presse normande et par l'ambassade d'Australie, le club rencontre une équipe de joueurs australiens à Paris, premier match de l'histoire du football australien sur le sol français. Si l'équipe a marqué l'histoire nationale de ce sport encore méconnu, elle a manqué de moyens et de joueurs et a donc disparu l'année suivante.